# Noctourniquet
Noctourniquet är det sjätte studioalbumet av den progressiva rockgruppen The Mars Volta. Det är producerat av Omar Rodríguez-López och gavs ut 26 mars 2012. Albumet blev gruppens sista innan de splittrades i januari 2013.

## Låtlista
1. The Whip Hand - 4:49
2. Aegis - 5:11
3. Dyslexicon - 4:22
4. Empty Vessels Make the Loudest Sound - 6:43
5. The Malkin Jewel - 4:44
6. Lapochka - 4:16
7. In Absentia - 7:26
8. Imago - 3:58
9. Molochwalker - 3:33
10. Trinkets Pale of Moon - 4:25
11. Vedamalady - 3:54
12. Noctourniquet - 5:39
13. Zed and Two Naughts - 5:36

## Musiker
- Omar Rodríguez-López – gitarr, basgitarr, klaviatur
- Cedric Bixler-Zavala – sång
- Juan Alderete – basgitarr
- Deantoni Parks – trummor